# Toledo (Illinois)
Pour les articles homonymes, voir Toledo.
Le village de Toledo est le siège du comté de Cumberland, dans l’État de l’Illinois, aux États-Unis. Sa population, qui s’élevait à 1 238 habitants lors du recensement de 2010, est estimée à 1 213 habitants au 1er juillet 2020.